# Pierre-Henri Gourgeon
Pierre-Henri Gourgeon (* 28. April 1946) ist ein französischer Manager. Vom 1. Januar 2009 bis Mitte Oktober 2011 leitete er als Vorstandschef (Président-directeur général) die französisch-niederländische Fluggesellschaft Air France-KLM.

## Leben
Gourgeon ist Absolvent der École polytechnique, der École nationale supérieure de l'aéronautique et de l'espace sowie des California Institute of Technology.
Als enger Weggefährte von Jean-Cyril Spinetta, seinem Vorgänger als Vorstandschef bei Air France-KLM, war er zu Beginn der 1990er-Jahre an der Neuordnung der staatlichen französischen Fluggesellschaften beteiligt. Zusammen mit Spinetta setzte er auch die Fusion der Air France mit der niederländischen KLM durch. Davor machte er sich in den 1980er-Jahren als Spitzenbeamter in den verschiedenen sozialistischen Regierungen einen Namen. Unter anderen wurde er Generaldirektor der Direction générale de l’aviation civile (1990–1993).
2012 machte die Parti socialiste Managergehälter zum Wahlkampfthema.
Der neue französische Staatspräsident François Hollande ließ seinen neuen Premierminister Jean-Marc Ayrault Maßnahmen zur Umsetzung seiner Wahlkampfforderung ("Der Chef darf dann nur zwanzigmal mehr verdienen als der Mitarbeiter mit dem schlechtesten Gehalt") einleiten.
Gourgeon soll auf seine Abfindung von 400.000 Euro verzichten. Dem stimmten die Aktionäre auf der Generalversammlung mit großer Mehrheit zu. Rein rechtlich kann man ihm das Geld zwar nicht mehr wegnehmen, aber der öffentliche Druck durch Regierung, Medien und Öffentlichkeit ist hoch.
Zum Beispiel sagte Finanzminister Pierre Moscovici: „400.000 Euro einzustecken, nur um nicht bei der Konkurrenz anzuheuern, das ist unanständig. Die Moral verlangt, dass er persönlich das Geld zurückerstattet.“